# Тураковые
Тура́ковые, или тура́ко, или бананое́ды (лат. Musophagidae), — семейство птиц, выделяемое в монотипический отряд туракообразных (Musophagiformes). Ранее включалось в отряд кукушкообразных.

## Описание
Бо́льшая часть представителей тураковых — птицы средних размеров (исключение составляет большой голубой турако) с длинными хвостами и короткими, округлыми крыльями. Длина тела колеблется от 40 до 75 см. Эти птицы плохо приспособлены к полёту, однако они имеют мощные ноги и способны проворно передвигаться по ветвям деревьев и через растительность. 
В перьях бананоедов найдено особое красящее вещество — турацин, которое растворяется в воде, и потому намокшие перья этих птиц обесцвечиваются и могут окрашивать воду в красный цвет. Другое вещество, найденное в перьях турако — особый, содержащий медь пигмент тураковердин, — окрашивает перья в зелёный цвет. Благодаря ему даже будучи мокрыми они блещут изумрудами, в то время как у других птиц зелёные перья становятся тускло-бурыми, если птица сильно намокнет под дождём.
Относительно образа жизни их известно, что они любят густые леса, питаются предпочтительно сочными плодами, живут маленькими стаями и ловко прыгают по верхушкам деревьев, но не лазают по их стволам; летают не особенно скоро, но довольно хорошо. Самки кладут белые яйца, величиной с голубиное яйцо; гнёзда устраивают в дуплах деревьев.
Бананоеды легко выживают в неволе и отличаются живостью нрава и неприхотливостью в пище. 

## Классификация
В семействе тураковых (Musophagidae) 5 родов и 23 вида:
- Голубые турако (Corythaeola) — 1 вид:
  - Большой голубой турако (Corythaeola cristata)
- Бананоеды-подорожники (Crinifer) — 5 видов:
  - Серый бананоед (Crinifer concolor)
  - Белобрюхий бананоед (Crinifer leucogaster)
  - Гологорлый бананоед (Crinifer personatus)
  - Чернохвостый бананоед-подорожник (Crinifer piscator)
  - Полосатый бананоед-подорожник (Crinifer zonurus)
- Gallirex — 2 вида:
  - Гребенчатый турако[2] (Gallirex johnstoni)
  - Фиолетовочубый турако (Gallirex porphyreolophus)
- Menelikornis — 2 вида:
  - Белоухий турако (Menelikornis leucotis)
  - Эфиопский турако (Menelikornis ruspolii)
- Турако (Tauraco) — 13 видов:
  - Турако Баннермана (Tauraco bannermani)
  - Шлемоносный турако (Tauraco corythaix)
  - Краснохохлый турако (Tauraco erythrolophus)
  - Турако Фишера (Tauraco fischeri)
  - Синехохлый турако (Tauraco hartlaubi)
  - Белохохлый турако (Tauraco leucolophus)
  - Длиннохохлый турако (Tauraco livingstonii)
  - Синеспинный турако (Tauraco macrorhynchus)
  - Гвинейский турако (Tauraco persa)
  - Центральноафриканский гологлазый турако (Tauraco rossae) — ранее включали в род Гологлазые турако (Musophaga)
  - Tauraco schalowi
  - Черноклювый турако (Tauraco schuettii)
  - Фиолетовый гологлазый турако (Tauraco violaceus) — ранее выделяли в род Гологлазые турако (Musophaga)